# Лісовий Олександр Васильович
Олекса́ндр Васи́льович Лісови́й — полковник Збройних сил України, учасник російсько-української війни. Лицар всіх ступенів ордена «Богдана Хмельницького».

## Нагороди
14 серпня 2014 року — за особисту мужність і героїзм, виявлені у захисті державного суверенітету та територіальної цілісності України, вірність військовій присязі під час російсько-української війни, відзначений — нагороджений орденом Богдана Хмельницького III ступеня.